# 부칸 빈탕 비아사
부칸 빈탕 비아사(Bukan Bintang Biasa, 영어: Not Just An Ordinary Star, 한국어 의미: 평범하지 않은 별)는 Lasja Fauzia 감독의 2007년 인도네시아 코미디 영화이며, 인도네시아와 대한민국에서 방영되었다.

## 출연
- Laudya Cynthia Bella - Bella 역
- Raffi Ahmad - Raffi 역
- Chelsea Olivia Wijaya - Chelsea 역
- Dimas Beck - Dimas 역
- Ayushita - Ayu 역

## 대한민국과의 관계
2010년 1월, 인도네시아 음악 그룹들이 대한민국으로 오게 되었다. 부칸 빈탕 비아사, Potret Band를 포함한 음악 그룹들이 케이팝과 더불어 콘서트에서 한국 사람들을 즐겁게 해주었다.
문화방송은 멜리 고슬로우와 Lasja Fauzia가 쓴 이 영화가 2010년 12월 2일 상영될 것이라고 언급하였다.